# برانكو ميركوفيتش
برانكو ميركوفيتش (بالبلغارية: Бранко Миркович) مواليد 5 أكتوبر 1982 في بلغراد، جمهورية صربيا الاشتراكية، هو لاعب كرة سلة بلغاري. بدأ مسيرته الاحترافية في سنة 2003. يحمل الرقم 18. لعب مع نادي أكاديميك لكرة السلة في الدوري البلغاري الوطني لكرة السلة ونادي إيجوكيا لكرة السلة في الدوري الأدرياتيكي.

## روابط خارجية
- برانكو ميركوفيتش على موقع الاتحاد الدولي لكرة السلة (الإنجليزية)
- برانكو ميركوفيتش على موقع كرة السلة الأوروبية.كوم (الإنجليزية)
- برانكو ميركوفيتش على موقع ريلجم (الإنجليزية)
- برانكو ميركوفيتش على موقع بروبوليرز (الإنجليزية)